# 亜麻色マキシ
「亜麻色マキシ」（あまいろマキシ）は、島谷ひとみの8枚目のシングル。2002年7月10日発売。avex traxよりリリース（CCCD）。

## 解説
- 7thシングル「亜麻色の髪の乙女」のリ・アレンジ『フルウクレレバージョン』を収録。この曲のためにオリジナルの2番の歌詞が新規製作された。
- 収録曲4曲全てにタイアップがついている。その内「A.S.A.P.〜as soon as possible〜」は2ndアルバム『シャンティ』からのシングルカットであり、後にベスト盤『Delicious!〜The Best of Hitomi Shimatani〜』にも収録されている。他の3曲はアルバム未収録で、このシングルのみの収録となっている。

## 収録曲
1. 亜麻色の髪の乙女 〜フルウクレレバージョン〜 [3:28]
作詞：橋本淳/作曲：すぎやまこういち/編曲：伊丹雅博
  - 花王エッセンシャルダメージケアシャンプーCMソング
2. Hold my soul [4:31]
作詞：渡瀬マキ/作曲・編曲：後藤次利
  - NHKドラマ『新宿鮫 -氷舞-』主題歌　本作のヒロインで舘ひろし演じる鮫島の恋人・晶を演じた。
3. 抱きしめて 〜晶のBallad〜 [3:34]
作詞・作曲：木谷雅/編曲：松本圭司
  - NHKドラマ『新宿鮫-氷舞-』挿入歌
4. A.S.A.P. 〜as soon as possible〜 [4:43]
作詞：romΛntic high/作曲：佐々木収/編曲：河野圭
  - 「ブルボンプチ」イメージソング
5. 亜麻色の髪の乙女 〜フルウクレレバージョン〜（instrumental） [3:28]
6. Hold my soul（instrumental） [4:32]
7. 抱きしめて 〜晶のBallad〜（instrumental） [3:34]
8. A.S.A.P. 〜as soon as possible〜（instrumental） [4:45]

## 収録アルバム
A.S.A.P.〜as soon as possible〜
- 『シャンティ』
- 『Delicious!〜The Best of Hitomi Shimatani〜』